# Mossula purarica
Mossula purarica är en insektsart som beskrevs av Griffini 1909. Mossula purarica ingår i släktet Mossula och familjen vårtbitare. Inga underarter finns listade i Catalogue of Life.